# 영국의 탄광업

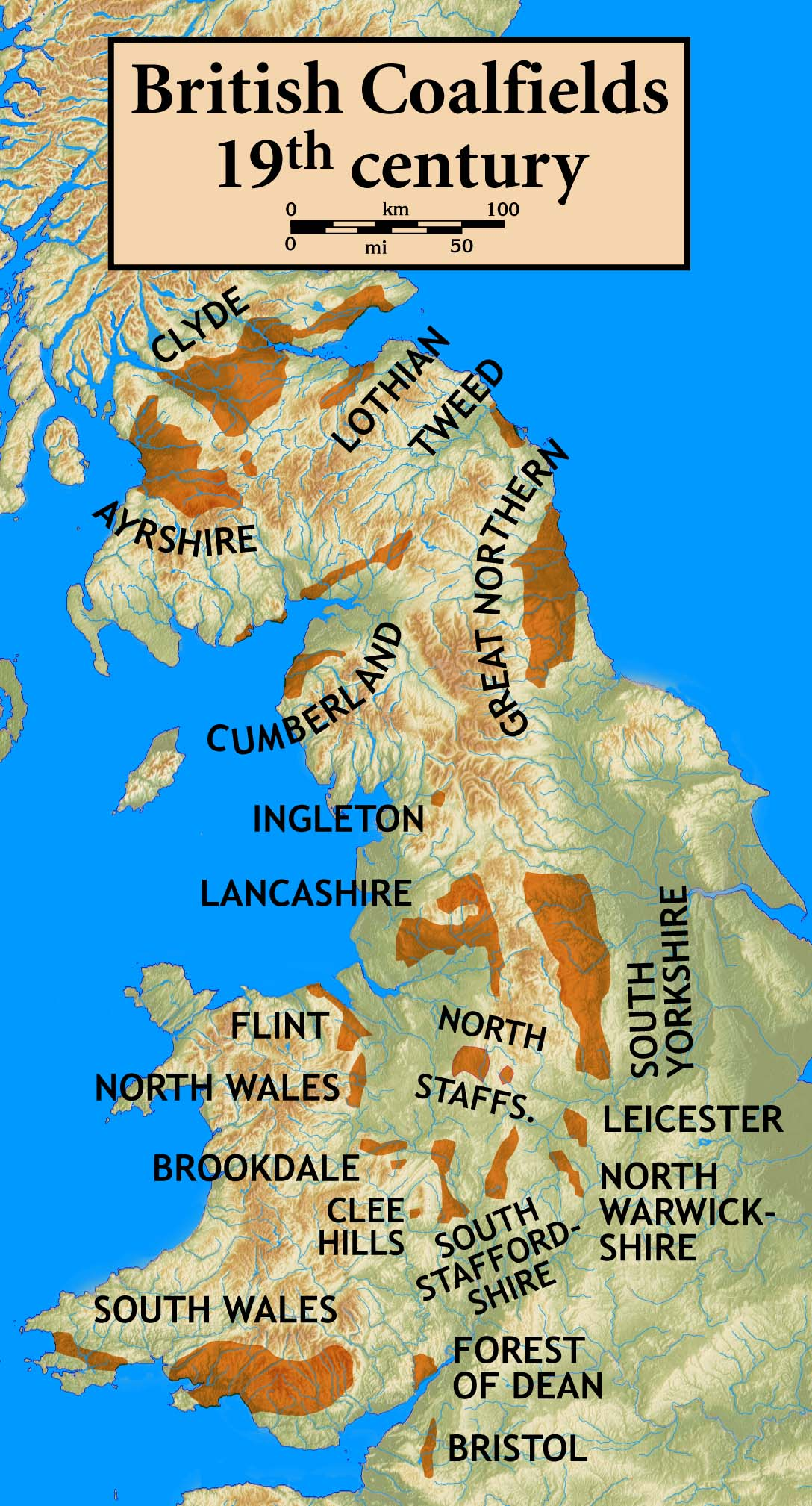
Coalfields of the United Kingdom in the 19th century

영국의 탄광업은 로마 시대로 거슬러 오르고 전국 각지에서 발생했지만 1970년대부터 쇠퇴하여 21세기에는 사실상 사라진 것과 마찬가지다. 1957년 2억 2800만 톤이던 채탄량은 2024년 10만 7천 톤까지 감소했고, 소비량도 같은 기간 동안 2억 1600만 톤에서 200만 톤으로 감소했다. 업계 종사자 수는 1920년 1,191,000명으로 정점을 찍었다가 1956년 695,00명, 1976년 247,000명, 1993년 44,000명, 2015년 2,000명, 2022년 360명으로 감소했다.